# Спортивна гімнастика на літніх Олімпійських іграх 2000 — вільні вправи (чоловіки)
Фінал змагань у вільних вправах серед чоловіків у рамках турніру зі спортивної гімнастики на літніх Олімпійських іграх 2000 року відбувся 24 вересня 2000 року.

## Призери
| Золото               | Срібло                | Бронза                   |
| Ігор Віхров · Латвія | Олексій Нємов · Росія | Йордан Йовчев · Болгарія |

## Фінал
| Місце | Гімнаст                 | Результат |
| ----- | ----------------------- | --------- |
|       | Ігор Віхров (LAT)       | 9.812     |
|       | Олексій Нємов (RUS)     | 9.800     |
|       | Йордан Йовчев (BUL)     | 9.787     |
| 4     | Ян Вей (CHN)            | 9.750     |
| 5     | Лі Сяопен (CHN)         | 9.737     |
| 6     | Маріан Драгулеску (ROU) | 9.712     |
| 7     | Морган Гемм (USA)       | 9.262     |
| 8     | Євгеній Подгорний (RUS) | 8.550     |